# 北灘町鳥ケ丸
北灘町鳥ケ丸（きたなだちょうとりがまる）は、徳島県鳴門市の大字。郵便番号は771-0375。

## 地理
鳴門市の北西部に位置。東は北灘町宿毛谷に接し、西は北灘町折野に接し、北は瀬戸内海に面する。およそ漁業を主体とする農漁業兼業地域。東・西・南の三方を山に囲まれ、鳥ケ丸谷川がほぼ北流し、谷川に沿って集落がある。

### 小字
| - 北縁 - 櫛 - 汁汲 - ツヱガ谷 | - ツヅラ谷 - トノムラ - トンビ谷 - 堂床 | - 本谷 - 南谷 - 女夫石谷 - 六次 |  |

## 歴史
江戸期から明治22年にかけては板東郡および板野郡の村であった。寛文4年より板野郡に属す。明治22年に同郡北灘村の大字となった。昭和31年9月より現在の鳴門市の字名となる。

## 世帯数と人口
2022年（令和4年）7月31日現在の世帯数と人口は以下の通りである。
| 町丁         | 世帯数 | 人口 |
| ------------ | ------ | ---- |
| 北灘町鳥ケ丸 | 16世帯 | 29人 |

## 小・中学校の学区
市立小・中学校に通う場合、学区は以下の通りとなる。
| 番地 | 小学校               | 中学校             |
| ---- | -------------------- | ------------------ |
| 全域 | 鳴門市立北灘東小学校 | 鳴門市立瀬戸中学校 |

## 施設
- 山神寺

## 交通

### 道路
国道
- 国道11号（阿波街道）